# Антисионистский кружок
«Антисионистский кружок» — неформальная группа советских публицистов, на профессиональной основе осуществлявших внутриполитическое пропагандистское обоснование проарабской и антиизраильской политики СССР на Ближнем Востоке. Действовала с начала 1960-х годов, наименование получила позднее. Составляла существенную часть движения русских националистов, получившего известность как «русская партия».
В рамках кружка среди «своих» было принято акцентировать внимание на своём антисемитизме и «заслугах» в борьбе с конкретными евреями. Информация из книг «антисионистов» без критического осмысления использовалась остальными активистами «русской партии». Большинство «антисионистов» сохраняли внешнюю лояльность к советской власти и были готовы считаться с ограничениями советской цензуры, но в частной переписке они не скрывали своей оппозиционности. Пользуясь статусом «лояльных» и легальных литераторов, они имели возможность открыто обращаться с письмами во властные структуры, чтобы обратить их внимание на «происки сионистов». Часто их просьбы удовлетворялись.
Уже в 1963—1964 годах такие деятели, как Юрий Иванов и Евгений Евсеев перед слушателями Университета молодого марксиста в Москве читали лекции, разоблачающие «сионизм». В 1966—1968 годах Евсеев активно работал с ЦК ВЛКСМ — осуществлял командировочные поездки от отдела пропаганды, проводил консультации издательства «Молодая гвардия».
Существенным стимулом для развития антисионизма советской пропаганды стала Шестидневная война 1967 года, в результате которой Советским Союзом были разорваны отношения с Израилем, а в среде советских евреев усилилось стремление к возрождению еврейской культуры и выросли эмиграционные настроения.
Наиболее высокопоставленным из «антисионистов» являлся Иван Милованов, занимавший должность заведующего сектором Ближнего Востока Международного отдела ЦК КПСС. Милованов часто пользовался своим служебным положением с целью «предупреждения происков сионизма», якобы «по просьбам наших арабских друзей». В некоторых случаях с такими просьбами при помощи аппаратуры правительственной связи он обращался к председателю КГБ Юрию Андропову.
Милованов и близкий к нему референт сектора Ближнего Востока Юрий Иванов консультировались и дружили с такими деятелями, как переводчик и преподаватель Института иностранных языков имени Мориса Тореза Валерий Емельянов, Евгений Евсеев, журналисты А. А. Агарышев и Владимир Большаков. К этому же кругу с конца 1960-х годов принадлежали писатель Валерий Ганичев, историки Сергей Семанов и Аполлон Кузьмин, а также ряд других. В начале 1970-х кружком было начато выполнение объёмного заказа аппарата ЦК КПСС по идеологическому сопровождению кампании против сионизма.
По инициативе Милованова Юрием Ивановым была написана получившая большую популярность среди русских националистов книга «Осторожно: сионизм!», выпущенная в 1969 году, когда Юрий Иванов курировал в ЦК КПСС Коммунистическую партию Израиля. Все провалы и неудачи СССР автор объясняет через происки всесильного и вездесущего «международного сионизма», «врага всех народов… всех свободолюбивых людей земного шара». Предположительно аппарат ЦК КПСС признал книгу «установочной», чем может объясняться её издание в 1972—1973 годах на армянском, таджикском и киргизском языках. Суммарный тираж книги на разных языках достиг 550 тысяч экземпляров, в том числе 42 тысячи на арабском.
Выход этой книги стал переломом в государственной антисионистской идеологии. Под видом «антисионизма» и под лозунгом «борьбы с современным фашизмом» в государственную идеологию вводились заимствованная из пропаганды Геббельса антисемитская расистская концепция. В модифицированном виде она составила интегральную часть неосталинистского варианта русско-коммунистического мессианства.
Наибольшим интеллектуалом в этой среде считали Евгения Евсеева. Его «научная деятельность» завершилась выпуском в 1978 году в Институте философии АН СССР докторской диссертации «Сионизм в системе антикоммунизма», снабжённой грифом «Для служебного пользования». Евсеев написал также книгу «Фашизм под голубой звездой», изданную в 1971 году в Москве ЦК ВЛКСМ тиражом 75 тыс. экземпляров, и ряд других работ. Монография пользовалась популярностью у членов «русской партии» и вызвала негативную реакцию академических учёных. Некоторое количество экземпляров издания было разослано по обкомам партии. Публикации Евсеева «Фашизм под звездой Давида» в «Комсомольской правде» 1970 года, «Сионизм, идеология и политика» и «Фашизм под голубой звездой» (обе 1971 года) по своей тематике эти тексты стоят близко к «Протоколам сионских мудрецов»: евреи находятся повсюду и обладают всемогуществом. Евсеев, считавшийся родственником секретаря ЦК КПСС по международным вопросам Бориса Пономарева, являлся основным распространителем легенды о «еврейских жёнах» советских руководителей.
Аполлон Кузьмин, видный член «русской партии», будучи заместителем главного редактора академического журнала «Вопросы истории», курировал «антисионистские» публикации. Кузьмин, Лидия Моджарян, Е. Д. Пырлин и Драстамат Чальян направили в Международный отдел пропаганды ЦК КПСС «Записку» от 30 марта 1974 года, содержащей жалобу на главного редактора «Советиш геймланд» Арона Вергелиса, который на страницах своего журнала осудил книгу Евсеева «Фашизм под голубой звездой». В 1980-е годы Кузьмин включился в кампанию популяризации литературного творчества Валентина Иванова, одного из участников «Русского клуба», написав объёмное послесловие для массового издания романа Иванова «Повести древних лет», который в 1985 и 1986 годах издавался издательством «Современник» тиражом по 200 000 экземпляров. В 1986 году издательство «Молодая гвардия» переизданием «Руси изначальной» открыло библиотеку-серию «История Отечества в романах, повестях, документах». Издание было снабжено вводными статьями и набором приложений Кузьмина, который рекомендовал это издание своим студентам в качестве учебного пособия. Предисловия демонстрировали собственные воззрения Кузьмина по варяго-русскому вопросу.
Во второй половине 1960-х годов к «антисионистскому кружку» присоединился активист «Русского клуба», писатель и публицист Дмитрий Жуков, ставший известным среди участников «русской партии» преимущественно как автор сценария фильма «Тайное и явное (Цели и деяния сионистов)». Режиссером фильма был Борис Карпов — другой посетитель «Русского клуба», в числе официальных консультантов — другие антисионистские авторы Евгений Евсеев, Лидия Моджарян, Драстамат Чальян. По информации Сергея Семанова он создавался по заказу КГБ. Этот антисионистский и антисемитский фильм подробно описывает роль «еврейских заговорщиков», по мнению создателей фильма, стоявших за всеми ключевыми событиями XX века. Фильм был снят к 1973 году. В ленте использована нацистская кинохроника. О важности фильма для заказчиков может свидетельствовать то обстоятельство, что авторам для получения материалов было разрешено выехать в три европейские столицы. Государственная приёмка «Тайного и явного» была задержана на год Комитетом по кинематографии, предполагавшим неоднозначную реакцию на фильм. В августе 1973 года один из операторов Центральной студии документальных фильмов, фронтовой знакомый Леонида Брежнева, написал ему письмо, в котором просил предотвратить выход антисемитского фильма. В августе-октябре 1973 года Комитет по кинематографии выдал свои соображения по переработке фильма, которые сделали из ленты «идеологическую жвачку», оставшуюся не замеченной общественностью.
В течение 1970-х — первой половины 1980-х годов кружок «антисионистов» пополнили несколько новых участников, включая минского журналиста Владимира Бегуна, автора документа «Устав нравов» Валерия Скурлатова, переводчика-арабиста Г. В. Рыжикова, историка Льва Корнеева. К этому кругу оказались близки А. Иванов (Скуратов) и Иван Шевцов. Валерий Ганичев одной из своих основных задач на посту директора издательства «Молодая гвардия» считал публикацию и распространение трудов Бегуна, Евсеева, Агарышева и других «антисионистов». В 1977 году в ЦК КПСС негативно отреагировали на письмо, которое было составлено Евсеевым и послано от имени сына Г. В. Рыжикова о «разгуле сионизма в СССР».
Из числа этой второй генерации «антисионистского кружка» наиболее известным стал Бегун, написавший книгу «Вторжение без оружия», только в 1978—1979 годах изданную общим тиражом в 250 тысяч экземпляров. Бегун в своей деятельности пользовался поддержкой руководителя Коммунистической партии Белоруссии Петра Машерова. Однако академические «антисионисты» не считали Бегуна своим. Против его «средневековых по форме и содержанию работ» выступили некоторые другие «сионологи», в том числе председатель Постоянной комиссии по координации научной критики сионизма при президиуме Академии наук СССР, академик Михаил Коростовцев. В ноябре 1975 года он направил секретарю ЦК КПСС Михаилу Суслову письмо, где осуждал выход в печати книги Бегуна «Ползучая контрреволюция», которая «под флагом борьбы против сионизма проповедует откровенный антисемитизм». Однако заместитель заведующего отделом пропаганды ЦК КПСС Юрий Скляров в ответе на это письмо использовал заключение специалистов из отдела теории нации и национальных отношений Института марксизма-ленинизма, согласно которому книга Бегуна вполне вписывается в русло ленинской национальной политики.
С конца 1960-х годов «Молодая гвардия» стала центральным издательством, в котором печатались труды известных антисионистских публицистов, включая В. Бегуна и Е. Евсеева.
В 1970-х годах публицистом Львом Корнеевым было написано большое число статей, «разоблачавших» «сионизм», изображая его в качестве оккультного предприятия для получения власти над миром через такие средства, как шпионаж, продажа оружия, организованный террор, организованная преступность, грабёж, систематическое сотрудничество с «реакционными силами», начиная с нацизма и итальянского фашизма и заканчивая американским империалистическим капитализмом. В статье июля 1978 года Корнеев стремится к «разоблачению» «международного сионизма» через сведение его к преступному предприятию, которое вошло в соглашение с нацизмом на базе их идеологической близости, общего «расизма». В своих публикациях Корнеев ссылался на «Велесову книгу». Эти радикальные публикации вызвали резкую реакцию общественности. В 1981 году это привело к общественной кампании с требованием возбудить против Корнеева уголовное дело по ст. 74 УК РСФСР (разжигание «национальной розни»), начатой по инициативе Ленинградского филолога И. Ф. Мартынова и незарегистрированной группы по созданию Ленинградского общества изучения еврейской культуры.
В 1979 году в журнале «Москва» за подписью И. Бестужева была опубликована статья, выделявшаяся на фоне обычных «антисионистских» публикаций того времени особенно яркими фальсификациями, в частности, утверждая, что иудаизм проповедует ненависть к неевреям и учит убивать лучших из них.
В 1970-е годы существенной частью деятельности антисионистов и участников «русской партии» Валерия Емельянова, Дмитрия Жукова, Валерия Скурлатова и А. Иванова (Скуратова) стала пропаганда неоязыческого и расистского мировоззрения. К неоязычеству эти авторы пришли через следующее теоретическое построение: поскольку всё, что исходит от евреев по определению является негативным, следовательно и христианство также было создано евреями для порабощения других народов. В качестве противовеса христианству авторы предлагали возврат к «исконной» религии древних славян или праславян, рассматриваемых ими как часть «древних ариев».
Семён Резник писал, что в 1975 году Емельянову удалось добиться ликвидации масонской символики с посвящённой декабристам выставки. Участник «русской партии» Сергей Семанов в своем дневнике отмечал, что в 1977 году Емельянов направил в ЦК КПСС письмо с протестом против присутствия на выпущенном в оборот юбилейном рубле масонской символики, которую образовывали три перекрещивающихся орбиты спутников. У Емельянова состоялась беседа с секретарем по идеологии Михаилом Зимяниным, в результате чего решением Политбюро ЦК КПСС выпуск монет изъяли из обращения и отправили в переплавку.
В качестве «итогового документа», в наиболее полном виде характеризующего взгляды «антисионистского кружка», Н. А. Митрохин рассматривает программу спецкурса «Критика идеологии сионизма», подготовленную Скурлатовым и официально опубликованную в 1984 году тиражом в 2000 экземпляров. Тезисы программы, как и в 1965 году, в неофашистском «Уставе нравов», описывают идеологию и мифологию русских националистов на данном этапе их истории. Большинство этих тезисов активно используется в русской националистической пропаганде вплоть до настоящего времени.
По мнению Митрохина, длительное существование в среде советских учёных, журналистов-пропагандистов и международников антисионистской группировки было возможным при условии их тесного сотрудничества с партийными и государственными структурами, определявшими идеологическую повестку.